# Джаунпур
Джаунпур (англ. Jaunpur, хинди जौनपुर, урду جون پور‎) — город в восточной части индийского штата Уттар-Прадеш. Административный центр одноимённого округа.

## История
Согласно традиции считается, что город был основан в 1359 году Фируз-шахом III Туглукидом и назван в честь его двоюродного брата Мухаммеда ибн Туглука по прозвищу Джауна (йавана — «Чужеземец»).
В 1399 году город стал центром независимого Джаунпурского султаната (1399—1479).

## География
Расположен к северо-западу от Варанаси. Высота города над уровнем моря составляет 81 м.

## Население
По данным переписи 2001 года, население города насчитывало 159 996 человек. Доля мужчин — 53 %, женщин — 47 %. Уровень грамотности населения — 65 % (71 % мужчин и 58 % женщин), что немногим выше среднего по стране показателя 59,5 %. Доля детей в возрасте до 6 лет — 14 %. По данным переписи 2011 года население составляет 168 128 человек
Около 61 % населения Джаунпура исповедуют индуизм; около 37 % — ислам; 1,7 % — джайнизм и 0,3 % — другие религии.

## Транспорт
Ближайший к городу аэропорт находится в Варанаси (около 45 мин езды от Джаунпура). Имеется железнодорожное сообщение (на территории города расположены 3 станции).

## Образование
В Джаунпуре расположен Veer Bahadur Singh Purvanchal University, а на окраине города — Prasad Institute of Technology.

## Достопримечательности
Из достопримечательностей города можно отметить мост Шахи (Shahi Bridge) XVI века, раскинувшийся через реку Гомати. Недалеко от моста, на берегу Гомати, расположен форт XIV века. В Джаунпуре имеются также 3 мечети XV века.

## ДНК
Брахманы и кшатрии (но не другие касты) из Джаунпура демонстрируют низкое разнообразие и преобладание одного отдельного кластера гаплотипов. У кшатриев из Джаунпура преобладает Y-хромосомная гаплогруппа R2 (87,2 %).